# Zawalidroga
Zawalidroga (německy Branntweinstein) je hora v polské části Jizerských hor, dosahující nadmořské výšky 1025 metrů. Nachází se mezi horami Wysoki Kamień na východě a Zwalisko na západě, asi 4 km severozápadně od Szklarske Poręby. Je pojmenována podle skály na vrcholu, která je asi 7 metrů vysoká.

## Další vrcholy
Asi 400 metrů na východ se nachází další skalnatý vrchol, dosahující výšky 1023 m n. m. a oddělený od Zawalidrogy mělkým sedlem (1011 m n. m.). Dále na západ pokračuje Vysoký jizerský hřbet na Wysoki Kamień (1058 m n. m.), za kterým klesá do údolí a Jizerské hory zde přecházejí do Jelenohorské kotliny.
Asi 800 metrů na západ se ve výšce 999 m n. m. nachází další skála se jménem Zwalidroga. Ta neleží přímo na hřebeni, ale pod ním, u silnice vedoucí ze Szklarske Poręby do lomu Stanisław na hoře Izerskie Garby.

## Přístup
Zawalidroga leží přímo na červeně značené hlavní sudetské magistrále. Trasa ze Szklarske Poręby přes Wysoki Kamień měří 5 km s převýšením 400 metrů.